# Авто на воді
Автомобіль на воді — автомобіль, що отримує енергію для руху з однієї лише води. Водяні автомобілі стали предметом численних міжнародних патентів, публікацій в газетах, науково-популярних журналах та Інтернеті, місцевих телевізійних новин. Ствердження про подібні пристрої визнані некоректними, а деякі виявились спробами шахрайства. Стверджують, що ці машини можуть продукувати паливо з води на борту без додаткових джерел енергії або є гібридами, здатними використовувати як енергію води, так і звичайне паливо.
В цій статті розповідається про машини, які, за ствердженнями, здатні вилучати потенціальну хімічну енергію безпосередньо з води.
Вода, по суті, є окисленим воднем. Водень — високоенергетичне пальне, але енергія виділяється при його окисненні, і отримана вода вже не може бути паливом. Вода може бути розділена на водень і кисень, наприклад, в процесі електролізу, однак на розрив міжатомних зв'язків доведеться витратити таку ж саму енергію, яка вивільнилася при їх утворенні. В реальності ж в процесі електролізу, а потім спалення водню, неможливо уникнути теплових втрат, що супроводжують будь-яке перетворення енергії. Таким чином, отримання з води надлишкової хімічної енергії, чи хоча б достатньої її кількості для автономного підтримання процесу, суперечить першому та/або другому законам термодинаміки.

## Які автомобілі НЕ є «водяними»
До «водяних авто» не мають відношення наступні технічні рішення:
- Впорскування води в паливну суміш як метод охолодження циліндрів двигуна, що дає змогу підвищити ступінь стиску і запобігти детонації.
- Водневе авто, хоч воно і часто містить деякі схожі елементи. Щоб заправити водневий автомобіль, воду піддають електролізу, а отриманий водень потім спалюється в двигуні чи окислюється до води у паливному елементі. Тобто машина отримує енергію з електромережі, а водень виступає лише посередником.
- Додавання водню до традиційного вуглеводневого палива з метою його економії та/або зменшення викидів.

## Отримання енергії з води
Відповідно до фундаментальних фізичних законів, не існує шляху отримання хімічної енергії з води. У води негативна ентальпія утворення, тобто, для її розділення на елементи, потрібно витратити енергію (ендотермічна реакція). Не існує сполук водню та кисню з ще більшою негативною ентальпією утворення, за рахунок якої можна було б отримати надлишок енергії.
Більшість з пропонованих конструкцій «водяних авто» ґрунтуються на тій чи іншій формі електролітичного розділення води на водень та кисень і їх подальшій рекомбінації з виділенням енергії. Однак оскільки необхідна для електролізу енергія завжди виявляється більшою, ніж можна отримати з утвореного водню, така схема не може бути використана для отримання надлишкової енергії. Подібний пристрій суперечить закону збереження енергії, отже, належить до вічних двигунів першого роду.

## Ствердження про діючі «водяні авто»

### Електролітичний карбюратор Гаррета
У вересні 1935 р. Чарльз Гаррет (Charles H. Garrett), як повідомляла Dallas Morning News, буцімто продемонстрував «протягом кількох хвилин» роботу «водяного авто». Як видно з патенту Гаррета, оформленого в цьому ж році, для продукування водню застосовувався електроліз. Патент містить креслення, де зображений карбюратор, схожий на звичайний поплавцевий, але в нижній частині розміщувалися електроди, а поплавець регулював рівень води. У патенті Гаррета відсутнє визначення нового джерела енергії.

### Водний елемент Стенлі Меєра
Вже принаймні з 1980 р. Стенлі Меєр запевняв, що побудував багі, що їздить на воді замість бензину, хоча давав суперечливі пояснення щодо режиму його роботи. В деяких випадках він стверджував, що замінив свічки запалювання «водними сплітерами», в інших — що використовує «паливний елемент», в якому за рахунок електричного резонансу утворювався гримучий газ, що спалювався потім у звичайному двигуні внутрішнього згоряння для отримання чистої енергії. Ствердження Меєра не отримали незалежного підтвердження, і суд штату Огайо визнав його винним у «зухвалому шахрайстві».
Меєр помер від аневризми у 1998 г., однак прибічники теорії заколоту(англ.) продовжують стверджувати, що він був отруєний.

### Денніс Клейн
У 2002 р. фірма Hydrogen Technology Applications запатентувала конструкцію електролізеру і зробила своєю торговельною маркою назву «Аквіген» («Aquygen»), якою позначала газову суміш водню та кисню, продуковану цим пристроєм. Розроблений спочатку як альтернатива ацетиленовому зварюванню, апарат, за ствердженням компанії, здатний забезпечувати автомобіль паливом виключно за рахунок води, продукуючи «Аквіген». Для пояснення своїх результатів вони притягали поняття «магнегазу» — невідомого науці стану речовини, ґрунтуючись на маргінальній теорії магнекул Ругеро Сантілі(англ.). Засновник компанії Денніс Клейн стверджував, що веде переговори з провідними американськими виробниками автомобілів і що уряд США хоче випускати «Хамери» з використанням його технології.
Зараз компанія вже не стверджує, що може забезпечити роботу автомобіля лише за рахунок води. Натомість вона продає устаткування для виробництва «Аквігену» як пристрої для збільшення паливної ефективності.

### Genesis World Energy (GWE)
У 2002 р. Genesis World Energy анонсувала готовий до просування на ринок пристрій, який видобував би енергію з води шляхом її розділення на водень та кисень. У 2003 р. компанія оголосила, що технологія адаптована для застосування на автомобілях. Компанія зібрала більш ніж 2,5 млн доларів інвестицій, але жоден пристрій на ринок так і не надійшов. У 2006 р. Патрік Келлі, власник GWE, був засуджений у Нью-Джерсі до 5 років ув'язнення за крадіжку і виплати відшкодувань у розмірі 400 тис. доларів.

### Genepax Water Energy System
У липні 2008 р. японська компанія Genepax представила автомобіль, здатний, за їх ствердженнями, їздити на самих лише воді та повітрі, і в багатьох випусках новин машину охрестили «водяним авто» ". Компанія заявляла, що «поки не може розкривати ключові деталі винаходу», однак відкрила, що система використовує бортовий генератор енергії («збірку мембранних електродів») для отримання водню за «механізмом, схожим на метод, за яким водень утворюється в реакції гідриду металу з водою». Водень потім використовується як джерело енергії для автомобіля. Це призвело до припущень, що в процесі споживається гідрид металу, який є початковим джерелом енергії, і мова йде скоріше про машину на водневому паливі, ніж про «водяне авто». На сайті компанії пояснення щодо джерела енергії обмежувалися словами «хімічна реакція». Журнал «Популярна механіка» описує ствердження компанії Genepax як «нісенітницю». Автомобіль, продемонстрований пресі у 2008 р. виявився електромобілем REVAi, який виробляється в Індії і продається у Великій Британії під назвою G-Wiz.
На початку 2009 р. компанія Genepax оголосила про закриття сайту, посилаючись на великі витрати на розробку.

### Тушара Пріямал Едірізінге
Також у 2008 р. служби новин Шрі-Ланки повідомили про деякого Тушара Приямал Эдиризинге (Thushara Priyamal Edirisinghe), який заявляв, що проїхав близько 300 км на «водяному авто», витративши 3 літри води. Як і в інших буцімто існуючих «водяних авто», вода мала розкладатися на водень і кисень шляхом електролізу, а отримані гази спалюватися у двигуні. Ташара продемонстрував свою технологію прем'єр-міністру Ратнасірі Вікреманьяке, який «пообіцяв всебічну підтримку з боку уряду його зусиль по просуванню водяного автомобіля на ринок Шрі-Ланки».
Кілька місяців потому Тушара був заарештований за звинуваченням у шахрайстві.

### Деніел Дінгел
Деніел Дінгел, філіппінський винахідник, з 1969 р. заявляв, що розробив технологію, яка дозволяє використовувати воду як паливо. У 2000 р. Дінгел став бізнес-партнером компанії Formosa Plastics Group з метою подальшого розвитку технології. У 2008 р. компанія подала на винахідника позов за шахрайство, і 82-річний Дінгел був засуджений до 20 років у в'язниці.

### Доктор Гулам Сарвар
У грудні 2011 р. пакистанський доктор Гулам Сарвар (Ghulam Sarwar) заявив, що створює автомобіль, що працюватиме на воді. За ствердженням винахідника, машина потребує 60% води і 40% дизельного палива, але він наполегливо працює над тим, щоб перейти на саму воду, плануючи закінчити роботу до кінця липня 2012 р. В подальшому він заявив, що автомобіль «виділяє кисень, а не вуглець, як звичайні машини».

### Ага Вакар Ахмад
Громадянин Пакистану Ага Вакар Ахмад (Agha Waqar Ahmad) заявив у 2012 р. про винахід «водяного пристрою», придатного для установки на всі типи автомобілів. Пристрій складається з циліндричної посудини, яка містить воду, барботера та трубки, що веде до двигуна. Ахмад стверджував, що пристрій використовує електроліз для перетворення води на «HHO», який використовується як паливо. Для роботи пристрою необхідна дистильована вода. За ствердженням винахідника, він досяг значно більшого виходу газу у порівнянні з іншими, посилаючись на «приховані обчислення» ". Ахмад запатентував свою конструкцію в Пакистані. Деякі пакистанські вчені заявили, що його «винахід» — ні що інше, як шахрайство, оскільки суперечить другому закону термодинаміки.

## Водень як добавка
На додаток до стверджень про автомобілі, які їздять на самій лише воді, також існують заяви, що спалювання гримучого газу разом з бензином або дизельним паливом підвищує паливну ефективність. Чи дійсно подібні системи дозволяють зменшити викиди та/або забезпечити економію пального, є зараз предметом дебатів. Отримання водню на борту вимагає виликих витрат енергії, яка, врешті решт, виробляється за рахунок спалювання пального в двигуні. Електроліз води в даному випадку — додаткове перетворення енергії, тобто, джерело додаткових теплових втрат, що зменшують загальний ККД]]. На багатьох сайтах зараз пропонують пристрої для отримання киснево-водневої суміші (яку часто називають «HHO», «газ Брауна») на борту автомобіля, обіцяючи при цьому значне підвищення паливної ефективності. За словами представника Американської Автомобільної Асоціації, «Всі ці пристрої, напевно, виглядають працездатними, але повірте мені, це не так».

## «Бензинові таблетки» і подібні їм добавки
До містифікацій стосовно «водяних авто» близькі заяви про добавки, часто у вигляді таблеток, що перетворюють воду на пальне, подібно до того, як у карбідній лампі високоенергетична речовина (карбід кальцію) в реакції з водою дає горючий газ. За повідомленням Mother Earth News, ці «бензинові таблетки» буцімто були продемонстровані у 1980 р. Але знову ж таки, сама вода не здатна дати вихід енергії, отже, пальним мають бути самі ці таблетки.